# Arivonimamo II

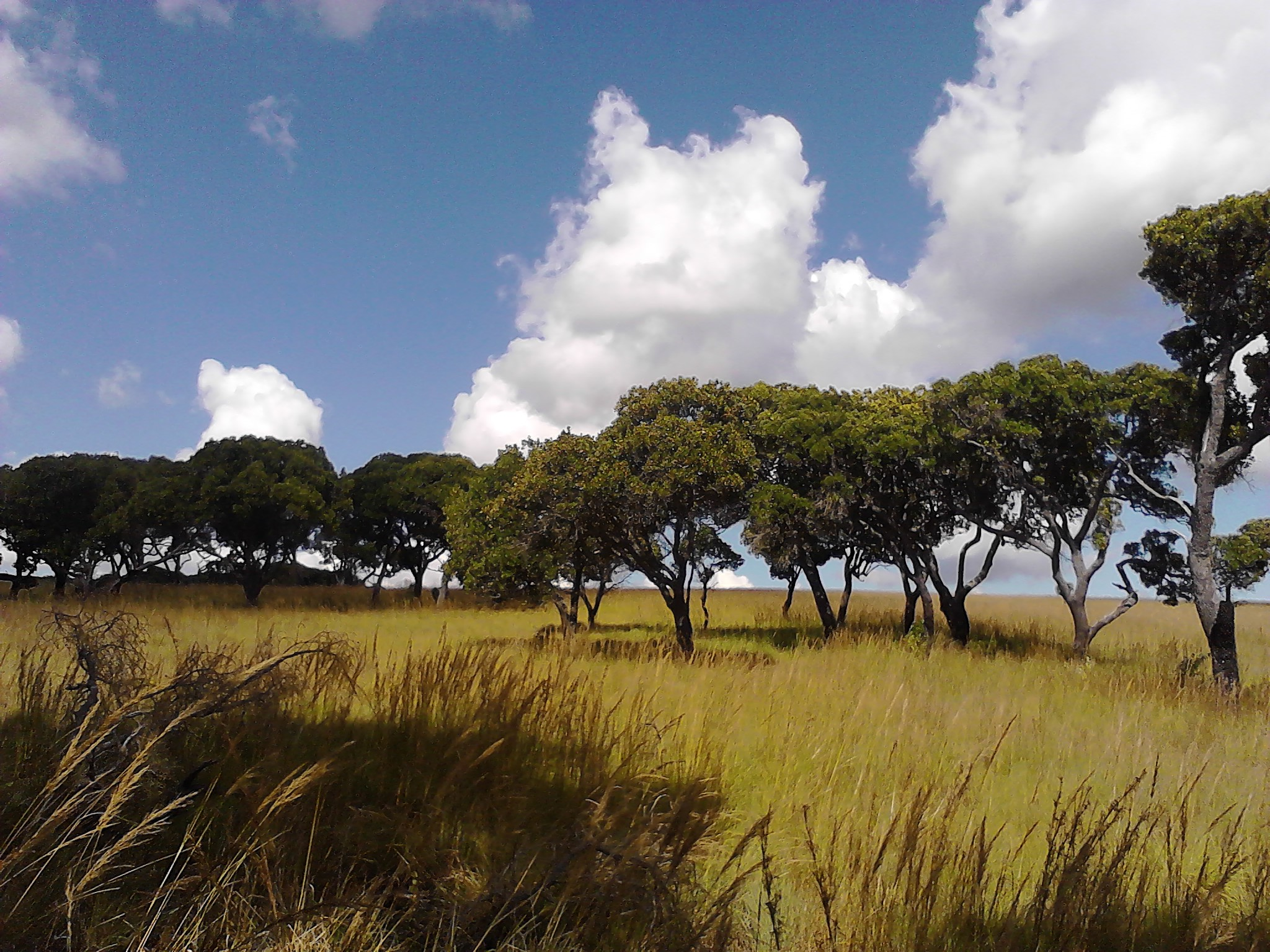

Arivonimamo II est une commune rurale malgache, située dans le district d'Arivonimamo de la partie centrale de la région d'Itasy.